# منصور عسگری
منصور عسگری (۱۳ خرداد ۱۳۳۷ – ۲۳ خرداد ۱۴۰۴) فیزیک‌دان هسته‌ای ایرانی بود که در جریان حملات ۱۴۰۴ اسرائیل به ایران کشته شد.‌‌‌‌‌
او در ۲۲ مارس ۲۰۱۹ توسط وزارت خزانه‌داری ایالات متحده آمریکا تحریم شده بود.

## زندگی
منصور عسگری، استاد فیزیک و عضو هیئت علمی دانشگاه جامع امام حسین بود. او از چهره‌های برجسته صنعت هسته‌ای ایران و از همکاران نزدیک محسن فخری‌زاده به‌شمار می‌رفت. عسگری از بنیان‌گذاران برنامه هسته‌ای ایران بود که سابقه حضور در جنگ ایران و عراق را نیز داشت. وی مسئولیت‌هایی چون عضویت در مرکز علم و فناوری فیزیک، مسئولیت مرکز فلسفه علوم طبیعی دانشگاه، همکاری با وزارت دفاع و نمایندگی این وزارت در شورای عالی امنیت ملی را برعهده داشت.

## ترور
منصور عسگری یکی از افرادی بود که در جریان حملات ۱۴۰۴ اسرائیل به ایران مورد هدف قرار گرفت و ترور شد. او در ۲۳ خرداد ۱۴۰۴، در خانه خود، و به همراه همسر، دو فرزند و نوه سه ساله‌اش کشته شد.